# Scolastica Oliveri

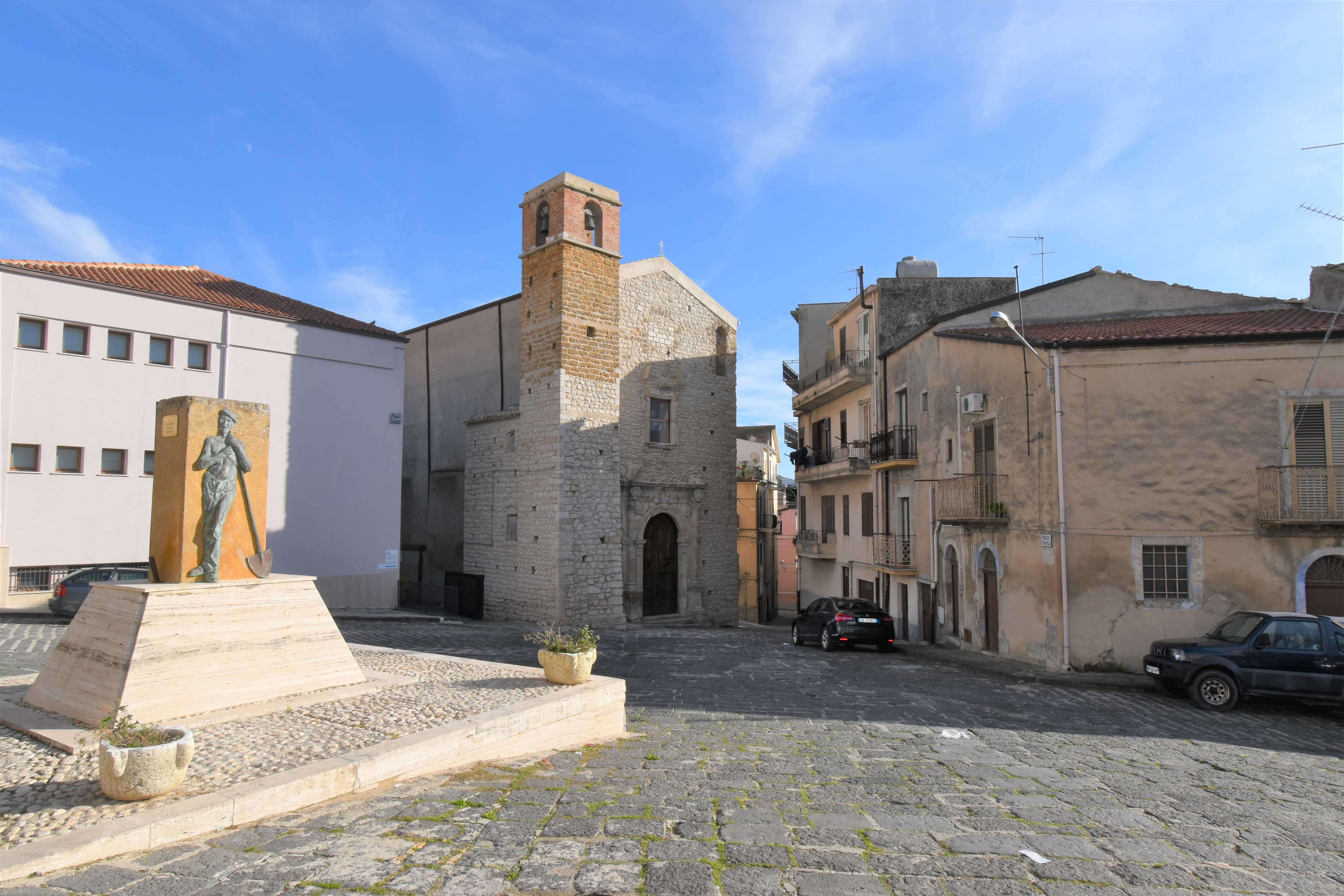
La Chiesa di San Paolo di Bivona, anticamente annessa al monastero delle benedettine

Scolastica Oliveri (Bivona, 1448 ? – Bivona, 25 maggio 1578) è stata una religiosa italiana, monaca benedettina del monastero di San Paolo in Bivona, centro abitato nell'area dei monti Sicani, in Sicilia; secondo diverse fonti e documenti, sarebbe vissuta fino a 130 anni.

## Biografia
Secondo una testimonianza fornita nel 1642, una monaca benedettina novantatreenne di Bivona, Marcella Sclafani, affermò di aver visto morire all'interno del monastero di San Paolo in Bivona il 25 maggio 1578 la monaca Scolastica Oliveri. Quest'ultima sarebbe entrata fra le mura del monastero a soli 10 anni, nel 1458. Suor Scolastica Oliveri, quindi, sarebbe morta all'età di 130 anni. A dare testimonianza di ciò, secondo suor Marcella Sclafani, erano i libri e le note del monastero benedettino. Tuttavia presso l'Archivio di Stato di Palermo è reperibile un atto notarile del 7 marzo 1579 in cui si riscontra che suor Scolastica Oliveri in predetta data era ancora in vita. Da quest'ultimo dato si potrebbe dedurre che suor Scolastica Oliveri visse verosimilmente 131 anni, di cui circa 120 trascorsi all'interno del monastero delle Benedettine Cassinesi di Bivona.

### Documenti
Le notizie su suor Scolastica Oliveri vengono riportate da diversi antichi documenti:
- nel 1642 suor Marcella Sclafani invitava a consultare i libri e le note di questo monasterio, riferendosi ai registri ed agli archivi del monastero di San Paolo. Le affermazioni della monaca benedettina, a loro volta, vengono riportate:
  - nell'Archivio Parrocchiale di Bivona, in una testimonianza fornita nel 1825 dall'arciprete di Bivona don Andrea Picone, in cui parlava delle origini del monastero benedettino bivonese;
  - in un libro reperibile presso la Biblioteca Comunale di Palermo (volume 2Qq E 88, pagg. 112-113).
- Infine, altre notizie su suor Scolastica Oliveri vengono riportate dal succitato atto del notaio Pietro D'Unda di Bivona del 7 marzo 1579, reperibile presso l'Archivio di Stato di Palermo.

## Lista dei supercentenari
Il 31 maggio 2009 il caso di Scolastica Oliveri è stato inserito nella Listing of Incomplete, Exaggerated, or Fraudulent Cases (lista dei casi incompleti, esagerati o falsi) del Gerontology Research Group, classificato come caso incompleto in quanto ancora non sono stati verificati i documenti che attestano la notizia.